# Schreibmayr

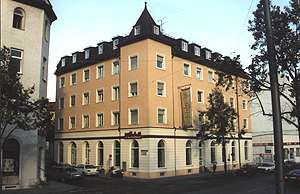
Das Geschäftshaus in München-Sendling

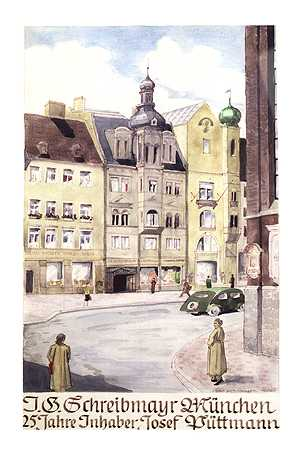
Ladengeschäft am Dom in München, 1905

Bernhard Püttmann bei der Firmeneröffnung in Passau, 1960

Die J. G. Schreibmayr GmbH ist ein Münchner Fachgeschäft für Kirchenbedarf.

## Geschichte
Am 10. Oktober 1820 erwarb Johann Georg Schreibmayr die Spezerey Handelsgerechtigkeit des Johann Georg Angerer in der Münchener Weinstraße 7 für 1.500 Fr. Während Angerer noch allerley Spezereyen und Tuche führte, spezialisierte sich Schreibmayr auf Kirchenstoffe und Stickereien. Er fertigte Fahnen und Paramente. Damit gelang es Johann Georg Schreibmayr, sein Geschäft zum bedeutendsten seiner Art in München auszubauen.
1851 verkaufte er aus Altersgründen an seinen bereits mittätigen Schwiegersohn Johann Michael Gerdeisen für 5.000 Fr. Zusammen mit einem Teilhaber eröffnete er eine Filiale in der Filserstraße 1. Die hohe Qualität der Erzeugnisse wird durch einige beachtenswerte Auszeichnungen der damaligen Zeit manifestiert.
- 1854 Preis-Medaille der allg. deutschen Ausstellung in München
- 1873 Königliche Ludwig-Medaille für Industrie der Wiener Weltausstellung
- 1876 Medaille I. Classe der Münchener Kunst- und Kunstgewerbe-Ausstellung

1927 wurde die Firma J. G. Schreibmayr an die Schwestern Franziska, Elisabeth und Anna Maria Silberbauer verkauft, die die Leitung des Geschäftes der Angestellten Charlotte Schwägerl überließen, die schon bei J. M. Gerdeisen gelernt hatte. Sie blieb auch weiterhin die Leiterin des Ladens, als 1930 Josef Püttmann aus Speyer das Geschäft kaufte.
Püttmann, der in Speyer eine große Paramenten- und Fahnenstickerei hatte, erwarb zusätzlich in Köln die Firma Wefers, die in der gleichen Branche tätig war. Unter seiner Führung wurde das Sortiment auf alle Kirchenbedarfsartikel erweitert. Das Unternehmen wurde in dieser Zeit zum Hoflieferant sr. Heiligkeit Pius XI.
1944 wurde das Geschäft völlig zerstört, Charlotte Schwägerl verkaufte in ihrer Privatwohnung weiter. 1948 schließlich konnte am Frauenplatz wieder ein angemessenes Ladengeschäft eröffnet werden.
Nach dem Tode Josef Püttmanns übernahm 1957 Sohn Bernhard die Geschäftsleitung. 1958 gründete der neue Geschäftsinhaber in München eine Firma zur Herstellung von kirchlichen Geräten. Es mangelte an Nachwuchskräften für diese sehr speziellen Arbeiten, so dass sich Bernhard Püttmann entschloss, diesen Geschäftszweig nach Passau zu verlegen. Es wurden dort etwa 50 Mitarbeiter beschäftigt. 1960 anlässlich des Eucharistischen Weltkongresses in München mit Papst Johannes XXIII., erhielt die Firma den Auftrag zur Anfertigung von 1500 Kongress-Ziborien. Ausschlaggebend hierfür war der Entwurf eines Ziboriums mit drehbarem Plexiglas-Segmentdeckel, der die Hostien vor Wind und Wetter schützte. Am 1. April 1974 verkaufte Püttmann die Produktionsstätten in Passau an den Werkstattleiter Thomas Keim weiter.

## Schreibmayr heute
In dritter Familiengeneration ist Andreas Püttmann 1985 in die Firmenleitung eingetreten.
Die Firma Schreibmayr zählt heute zu den Marktführern der Branche. Es werden jährlich 60.000 Kataloge in Deutschland, Österreich und Schweiz versendet. Seit 1995 werden Produkte online vertrieben. Es besteht eine Zusammenarbeit mit namhaften Künstlern der sakralen Kunst. Im Sortiment sind neben Kirchenbedarf, Paramenten und Kirchenstoffen, religiöse Kunst, Schnitzereien und Devotionalien.
2005 wurde anlässlich des Weltjugendtages in Köln, von Kardinal Meisner der Auftrag von 700 Mitren, für die Bischöfe aus der ganzen Welt erteilt. In Zusammenarbeit mit dem Kirchenmaler Eberhard Münch entstand der Zyklus „Paramentik im Wandel“ als zeitgemäße Kollektion von liturgischen Gewändern. Im Jahr 2006 erhielt Schreibmayr den Auftrag zur Anfertigung der grünen Messgewänder und Dalmatiken für den Besuch von Papst Benedikt XVI. am 10. September 2006 in München. Am 11. September 2006 überreicht Kardinal Friedrich Wetter in den Privaträumen des Erzbischöflichen Palais‘ die Stola „Patrona Bavaria“, als Geschenk, stellvertretend für die Erzdiözese München und Freising.

Bekannte Aufträge
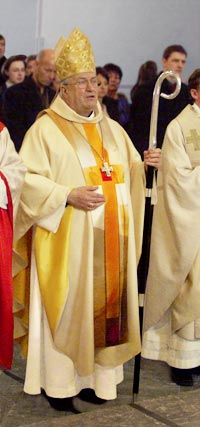
Kardinal Lehmann mit weißer Kasel
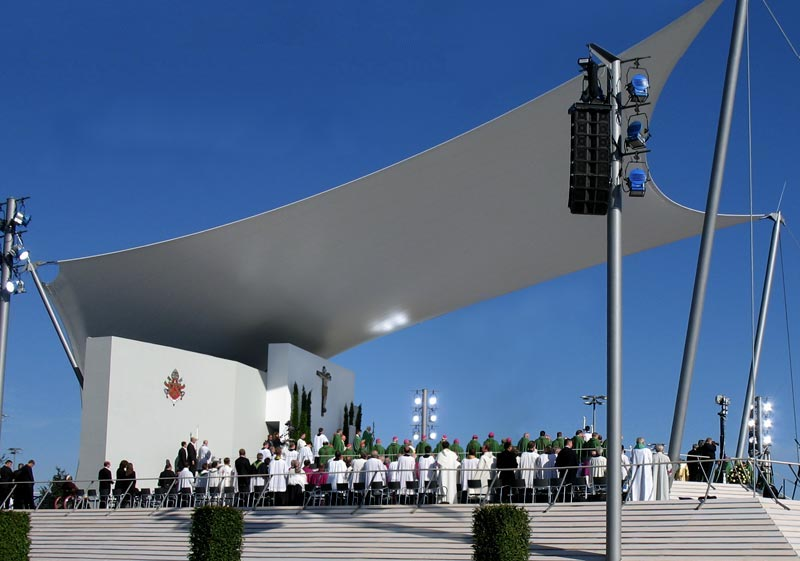
Besuch von Papst Benedikt: 70 Messgewänder für Bischöfe und 50 Dalmatiken für Diakone angefertigt
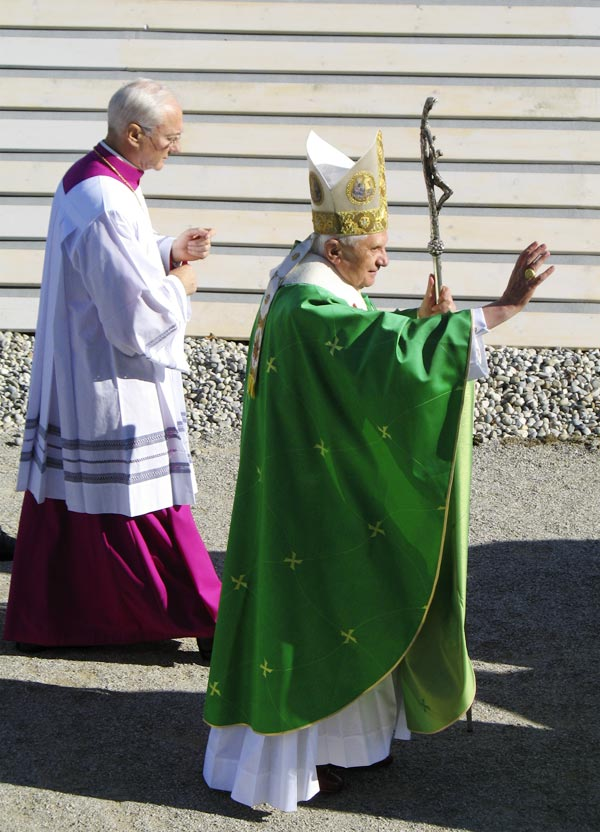
Benedikt in München, September 2006, mit grünem Messgewand
Diakone in grünen Dalmatiken auf der Eucharistiefeier zum Besuch von Papst Benedikt in München 2006
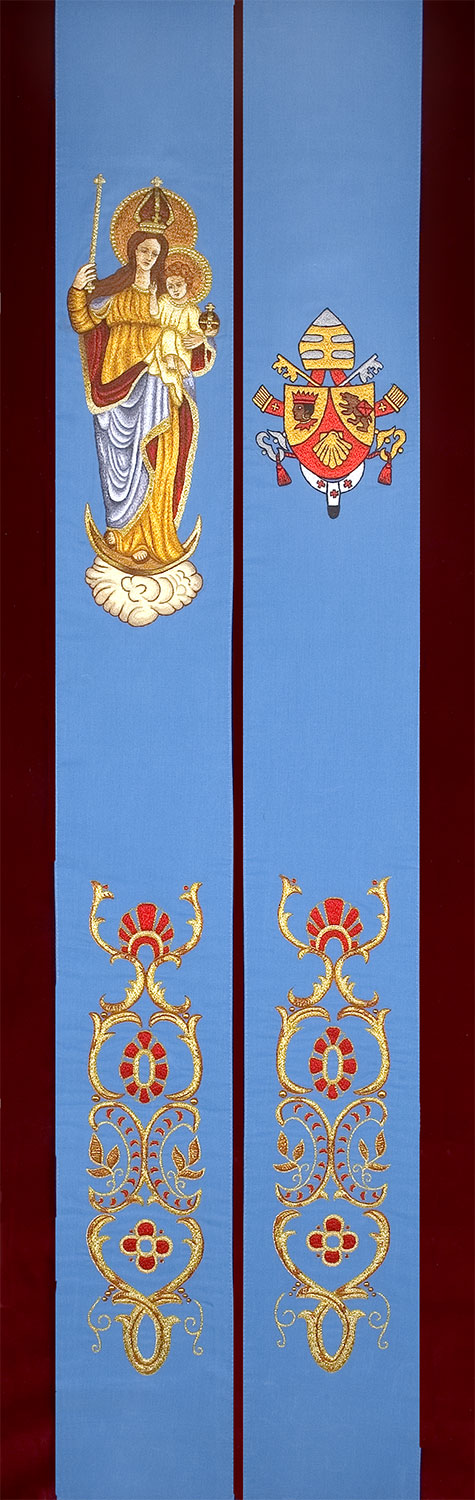
Stola „Patrona Bavaria“, ein Geschenk der Verbundenheit, von Kardinal Friedrich Wetter

## Markt
Zu den Kunden zählen Diözesen mit ihren Bischofskirchen, Pfarrämter, Priesterseminare, Klöster und gläubige Christen. Auf Grund der abnehmenden Zahl der Katholiken, dem Rückgang der Kirchenbesucher und der Abnahme des Priesternachwuchses, werden heute immer mehr Pfarrgemeinden zusammengelegt und verwaltet. Die Kosten für die Verwaltung und Instandhaltung der Pfarreien werden auf das Nötigste reduziert.

## Sortiment
- Paramente – ein zusammenfassender Begriff für kirchliche Textilien wie Kasel, Dalmatik, Albe, Stola, Talar, Stoffe und Ministrantenbekleidung.
- Sakrale Geräte – Kelch und Hostienschale, Ziborium, Monstranz und andere Vasa Sacra.
- Kirchenmobiliar – Altar, Ambo, Sedilien, Gesangbuchwagen, kirchliche Einrichtungsgegenstände.
- Devotionalien – Artikel für Christliche Kunst: Ikonen, Kreuze, Engel, Rosenkränze, Heiligenfiguren und weiterer religiöser Heimschmuck.

## Messen und Ausstellungen
Im Bereich der Kirchenausstattung und Organisation gibt es zwei Fachmessen. Die Ecclesia in Köln. Sie findet jedes Jahr im Februar statt. Die Fachmesse Gloria in Dornbirn am Bodensee in Österreich, zu der auch Besucher aus der Schweiz und Deutschland anreisen. Es stellen zahlreiche Anbieter und Zulieferer von Kirchen ihr Sortiment zur Schau. Neben Messwein, Hostien, Kirchenorgeln, Kirchenheizungen, Alarmanlagen, Holzschnitzereien, elektronischen Liedertafeln werden auch sakrale Geräte, Paramente und Devotionalien angeboten.